# Cyclodomorphus michaeli
Espèce
Cyclodomorphus michaeli est une espèce de sauriens de la famille des Scincidae.

## Répartition
Cette espèce est endémique d'Australie. Elle se rencontre en Nouvelle-Galles du Sud et au Victoria.

## Description
C'est un saurien vivipare.

## Publication originale
- Wells & Wellington, 1984 "1983" : A synopsis of the class Reptilia in Australia. Australian Journal of Herpetology, vol. 1, no 3/4, p. 73-129 (texte intégral).